# Бозша
Бозша́ (каз. Бозша) — село у складі Майського району Павлодарської області Казахстану. Входить до складу Баскольського сільського округу.
Населення — 72 особи (2021; 102 у 2009, 229 у 1999, 315 у 1989).
Національний склад станом на 1989 рік:
- казахи — 100 %